# Comuna Turivka, Zhurivka
Turivka (în ucraineană Турівка) este o comună în raionul Zhurivka, regiunea Kiev, Ucraina, formată din satele Illinske, Petrivske, Turivka (reședința) și Ursalivka.

## Demografie
Componența lingvistică a comunei Turivka
     Ucraineană (98,7%)
     Rusă (1,15%)
     Alte limbi (0,14%)
Conform recensământului din 2001, majoritatea populației comunei Turivka era vorbitoare de ucraineană (98,7%), existând în minoritate și vorbitori de rusă (1,15%).